# Tetê Pritzl
Tereza Elizabeth Pritzl, mais conhecida como Tetê Pritzl (Rio de Janeiro, 30 de julho de 1957) é uma atriz, apresentadora de televisão, escritora, poetisa e terapeuta brasileira, descendente de húngaros.

## Filmografia

### Televisão
| Ano  | Título                   | Personagem        | Notas                                    |
| ---- | ------------------------ | ----------------- | ---------------------------------------- |
| 2015 | Sete Vidas               | —                 | Participação Especial                    |
| 1990 | Tele Tema                | —                 | Episódio: "Armadilhas"                   |
| 1987 | Hipertensão              | —                 | Participação Especial                    |
| 1986 | Tudo ou Nada             | Vera              |                                          |
| 1985 | Tudo em Cima             | Arlete            |                                          |
| 1983 | Razão de Viver           | Ester             |                                          |
| 1983 | Mário Fofoca             | Dra. Karin        | Episódio: "Fofoca de Proveta "           |
| 1982 | Final Feliz              | Ana Maria         |                                          |
| 1980 | Marina                   | Adriana           |                                          |
| 1980 | Plantão de Polícia       | Marília           | Episódio: "O Homem Que Veio do Brás"     |
| 1979 | Sítio do Picapau Amarelo | Julieta           | Episódio: "Emília, Romeu e Julieta"      |
| 1978 | Gina                     | Gracinha          |                                          |
| 1978 | A Sucessora              | Luísa             |                                          |
| 1978 | Ciranda Cirandinha       | Rosa              | Episódio: "O Que Eu Faço da Minha Vida?" |
| 1978 | Maria, Maria             | Jovem de Salvador |                                          |
| 1974 | O Espigão                | —                 |                                          |
| 1974 | Carinhoso                | —                 |                                          |
| 1973 | O Semideus               | —                 |                                          |
| 1973 | João da Silva            | —                 |                                          |
| 1972 | Bandeira 2               | —                 |                                          |

### Cinema
| Ano  | Título                   | Papel   |
| ---- | ------------------------ | ------- |
| 1977 | Essa Freira É Uma Parada | Ritinha |
| 1976 | O Marinheiro             | —       |
| 1975 | A Máscara e a Face       | —       |

## Teatro
- 2020/2022 - 4 na Kitchenette[3]
- 1988 - Flicts
- 1983 - O Menino o Dedo Verde
- 1981 - Dona Patinha Vai Ser Miss
- 1979 - Apenas Um Conto de Fadas
- 1975 - Flash-Back
- 1974 - A Origem
- 1974 - Na Boca do Besouro
- 1974 - O Curso de Amor
- 1974 - O Jubileu
- 1974 - Peripécias da Emília
- 1974 - Reinações de Monteiro Lobato
- 1973 - Antígona
- 1973 - O Único Ciúme de Emer